# Micrachne obtusiflora
Micrachne obtusiflora là một loài thực vật có hoa trong họ Hòa thảo. Loài này được George Bentham mô tả khoa học đầu tiên năm 1849 dưới danh pháp Microchloa obtusiflora. Năm 1933 Charles Edward Hubbard chuyển nó sang chi Brachyachne. Năm 2015, Paul M. Peterson chuyển nó sang chi mới thiết lập là Micrachne.

## Phân bố
Loài này là bản địa Angola, Benin, Bờ Biển Ngà, Burkina Faso, Chad, Cộng hòa Dân chủ Congo, Cộng hòa Trung Phi, Ghana, Liberia, Mali, Nigeria, Senegal, Sierra Leone, Togo, Zambia.